# Aghía Triádha
Aghía Triádha (Agia Triada) är en ort i Grekland.   Den ligger i prefekturen Nomós Magnisías och regionen Thessalien, i den centrala delen av landet, 160 km norr om huvudstaden Aten. Aghía Triádha ligger 257 meter över havet och antalet invånare är 141.
Terrängen runt Aghía Triádha är kuperad åt sydost, men norrut är den bergig. Havet är nära Aghía Triádha åt sydväst.  Närmaste större samhälle är Volos, 15,1 km väster om Aghía Triádha. 